# Bushmaster Firearms International
Bushmaster Firearms International is een Amerikaans wapenfabrikant gevestigd in de staat Maine. Het bedrijf is vooral bekend van haar halfautomatische AR-15-geweren waarvoor het voorts ook allerlei toebehoren en gereedschappen maakt. Bushmaster maakt deel uit van de Freedom Group, die zelf eigendom is van Cerberus Capital Management.